# Лелума
Лелума (на френски: Lélouma) е град в Западна Гвинея, регион Лабе. Административен център на префектура Лелума. Населението на града през 2014 година е 14 219 души.